# Friedrich Karl Ludwig, Duce de Schleswig-Holstein-Sonderburg-Beck
Friedrich Karl Ludwig de Schleswig-Holstein-Sonderburg-Beck (20 august 1757 – 24 aprilie 1816) a fost al cincilea și penultimul Duce de Schleswig-Holstein-Sonderburg-Beck. Friedrich Karl Ludwig a fost fiul Prințului Karl Anton August de Schleswig-Holstein-Sonderburg-Beck și a soției acestuia, contesa Charlotte de Dohna-Schlodien.

## Biografie
Friedrich Karl Ludwig s-a născut la Königsberg, în Prusia de Est. El s-a alăturat armatei prusace în 1777 în urma cererii regelui Frederic cel Mare. În 1787 el comanda un batalion de grenadieri în Königsberg. El a asistat la suprimarea revoltei Kościuszko în 1794 și a fost guvernator al Cracoviei în 1795. S-a retras din serviciul prusac ca general locotenent în 1797 și și-a petrecut restul vieții îmbunătățind agricultura din Holstein. A murit la conacul Wellingsbüttel, acum parte din Hamburg.
La 9 martie 1780, la Königsberg, Friedrich s-a căsătorit cu contesa Friederike de Schlieben (28 februarie 1757 – 17 decembrie 1827). La acel moment căsătoria nu a fost privită favorabil deoarece familia Schlieben nu era o familie nobilă cu rădăcini străvechi. Friedrich și Friederike au avut trei copii:
- Prințesa Friederike de Schleswig-Holstein-Sonderburg-Beck (13 decembrie 1780 – 19 ianuarie 1862)[1][2]
- Prințesa Luise de Schleswig-Holstein-Sonderburg-Beck (28 septembrie 1783 – 24 noiembrie 1803)[1][2]
- Friedrich Wilhelm, Duce de Schleswig-Holstein-Sonderburg-Glücksburg (4 ianuarie 1785 – 27 februarie 1831)[1][2]

Friedrich a fost succedat ca duce de fiul său, Friedrich Wilhelm, Duce de Schleswig-Holstein-Sonderburg-Glücksburg.